# Longvek
Longvek hoặc Lovek (tiếng Khmer: លង្វែក; có nghĩa là "thị tứ" hay "ngã tư") là một thành phố cổ của Campuchia, thủ đô của nước Chân Lạp sau cuộc xâm chiến Angkor của Xiêm La vào năm 1431. Ngày nay nó là một xã mang tên Longveaek huyện Kampong Tralach tỉnh Kampong Chhnang, nó nằm ở phía Bắc (Bắc Đông Bắc) Oudong, trên bờ sông Tông Lê Sáp, khoảng tọa độ: 11o53' Vĩ độ Bắc và 104o46' Kinh độ Đông. Người Việt xưa còn gọi nó là La Bích.

## Longveak hiện nay
Longveak gồm các làng: Oknha Pang, Trapeang Chambak, Phsar Trach, Anlong Tnaot, Srah Chak, Voat, Trapeang Samraong, Boeng Kak.
Xã Longveaek ở phía cực Nam của huyện Kampong Tralach, góc phía Bắc Tây Bắc đối đỉnh với xã Peani, phía Bắc giáp xã Ou Ruessei, phía Đông Bắc giáp xã Kampong Tralach, góc phía Đông giáp xã Ampil Tuek, đều thuộc huyện Kampong Tralach. Phía Tây Longveaek tiếp giáp 2 xã của huyện Sameakki Mean Chey tỉnh Kampong Chhnang là: Sedthei (ở mặt Tây Bắc), Svay (ở mặt Tây Nam).
Phía Đông Nam và Nam của Longveaek giáp với huyện Ponhea Lueu tỉnh Kandal: phía Đông Nam là xã Kampong Luong, phía Nam là xã Vihear Luong.